# Verktum
Verktum war ein altes schwedisches Längenmaß und war der sogenannte Werkzoll.  
Es war ein Maß nach dem Duodezimalsystem und galt im täglichen Gebrauch. Allgemein teilte man das Maß in Halbe, Viertel, Achtel und in die Werklinie (Verklinia). Es gab auch die weniger gebräuchliche dezimale Teilung. Tum stand für Daumen, Zoll.

## Duodezimal
- 1 Verktum = 0,0247 Meter
- 1 Fot = 12 Verktum = 144 Linier = 131,615 Pariser Linien = 0,296901 Meter

Die kleine Maßkette war 
- 1 Famn (Faden) = 3 Alnar (Ellen) = 6 Fot (Fuß)= 4 Quarter = 72 Verktum[2]

## Dezimal
- 1 Fot (Fuß) = 10 Tum (Zoll) = 100 Linier (Linie) = 0,296901 Meter[3]